# Gwiazdozbiór Strzały
Strzała (łac. Sagitta, dop. Sagittae, skrót Sge) – mały i słabo widoczny, 86. co do wielkości, gwiazdozbiór nieba północnego. Jest jednym z najmniejszych gwiazdozbiorów – mniejsze od niego są jedynie Źrebię oraz Krzyż Południa, leżący w Drodze Mlecznej między Liskiem a Orłem. Nie zawiera jasnych gwiazd, jest więc łatwy do przeoczenia. W Polsce widoczny od wiosny do jesieni. Liczba gwiazd dostrzegalnych nieuzbrojonym okiem: około 20.

## Mity i legendy
Zgodnie z nazwą przedstawia strzałę. Ale istnieją różne mity o tym, kto i do kogo ją wypuścił. Konstelacja ta była znana od starożytności, była też jednym z 48 gwiazdozbiorów opisanych przez Ptolemeusza. Wyobraża strzałę z łuku mitologicznego boga miłości Erosa lub strzałę, którą Apollo pokonał jednookiego olbrzyma cyklopa. Zdaniem Eratostenesa Apollo zemścił się na Zeusie. Jedną z błyskawic, wytworzonych przez cyklopów dla Zeusa, bóg zabił reprezentowanego w pobliskim gwiazdozbiorze Wężownika Eskulapa, syna Apollo.
Natomiast Hyginus wierzył, że Sagitta jest jedną ze strzał, które Herakles wystrzelił, by zabić orła kaukaskiego wyrywającego wątrobę Prometeusza. Jeszcze inna wersja mówi, że była to strzała, którą Herakles zabił ptaki stymfalijskie wykonując jedną z dwunastu prac.

## Gwiazdy Strzały
W Strzale nie ma wiele ciekawych obiektów, które można obejrzeć małymi instrumentami. Blade gwiazdy przekonująco przedstawiają zarys strzały, jest to praktycznie jedyny kształt, jaki można z nich sporządzić. Leżące obok siebie Alfa i Beta tworzą lotki, a linia poprowadzona przez Deltę i Gammę stanowią korpus zakończony ostrzem-gwiazdą Etą.
- Alfę (α) nazwano Sham (ar. „strzała”). Jest jedną z najbledszych gwiazd Alfa na niebie – czwartej lub niemal piątej wielkości. Sham znajduje się w odległości 475 lat świetlnych i jest cztery razy masywniejsza od Słońca. Ma bardzo podobny do niego typ widmowy, ale jest olbrzymem świecącym 350 razy jaśniej[1].
- Beta (β) to żółty olbrzym leżący 467 lat świetlnych od Słońca[4].
- Gamma (γ) jest najjaśniejszą gwiazdą konstelacji[1]. Jest to pomarańczowy olbrzym znajdujący się w odległości 274 lat świetlnych[4].
- Delta (δ) to czerwony olbrzym położony w odległości 448 lat świetlnych[4].
- Gwiazda Zeta Sagittae (ζ) jest niezbyt imponującą gwiazdą podwójną o składnikach piątej i dziewiątej wielkości gwiazdowej[2]. Znajduje się w odległości 326 lat świetlnych. Towarzysza można dostrzec w małym teleskopie[4].
- VZ Sagittae leżąca w odległości 746 lat świetlnych to pulsujący czerwony olbrzym o wielkości gwiazdowej zmieniającej się nieregularnie w zakresie 5,3 do 5,5m[4].
- WZ Sagittae to rzadko wybuchająca nowa karłowata[2], która rozbłysła w latach 1913, 1946, 1978 2001. Jej wielkość gwiazdowa wynosząca zwykle około 15m, wzrastała wówczas do 8m lub m[4].
- S Sagittae jest cefeidą, której jasność spada o połowę co 8,4 dnia, wahając się między 5,2 a 6,0m[2].

## Interesujące obiekty
- M71, (NGC 6838), typ kulista, jasność 8,2m, odległość 12 000 lat świetlnych[3], leżąca w połowie drzewca strzały[2]. Skromna gromada kulista leżąca w połowie drzewca strzały. Nie ma centralnego zagęszczenia, typowego dla gromad kulistych, więc wygląda bardziej jak gęsta gromada otwarta. Jest z pewnością najbardziej interesującym obiektem konstelacji. Do lat 70. XX wieku była uważana za gromadę otwartą, ale jej widmo pokazało, że są w niej gwiazdy zmienne typu RR Lutni i zawiera stare gwiazdy jak wszystkie prawdziwe gromady kuliste. W 20-centymetrowym teleskopie widać ją jako dużą mgłę z kilkoma pojedynczymi ognikami[1].
- Mgławice planetarne NGC 6886, NGC 6879 i IC 4997 to obiekty o podobnym charakterze. Każda jest malutkim, dobrze widocznym lazurowym dyskiem, który zdecydowanie różni się od gwiazdy jedynie przy dużym powiększeniu[1].